# Dengeki Hime
A Dengeki Hime (電撃姫) egy japán főképp felnőtt visual novelekkel foglalkozó magazin, amit az ASCII Media Works (eredetileg MediaWorks) ad ki havonta. Első lapszáma 1997-ben jelent meg mint a már megszűnt Dengeki Oh különszáma, majd 2001-ben teljesen önálló lett. Eredetileg kizárólag sónen-ai sorozatokkal foglalkozott, de később felnőtt visual novelekkel töltötték meg tartalmát. A testvérlapja; a Dengeki G's Magazine is visual novelekkel foglalkozik. A 2007. áprilisi lapszámtól kezdve az újság címét csupa nagybetűvel írják.

## Olvasók által írt tartalmak
- Maid in Dream: a hetediktől a 2003 decemberi lapszámig jelent meg
- Ocsa Para Ocsa no Mizu Onago Gakuen: 2001 áprilisa és 2005 májusa között jelent meg
- Master of Witches: Gekidó!! Mahó Gakuen: 2004 júniusa és 2005 augusztusa között jelent meg
- G Baku-csan: 2004 októbere és 2006 júniusa között jelent meg
- Colorfull Education: 2005 decembere óta jelenik meg
- Kimi ni Okuru Boku no Uta: 2005 decembere óta jelenik meg

## Külső hivatkozások
- A Dengeki Hime hivatalos weboldala (japánul)